# Acasalamento preferencial
Acasalamento preferencial toma lugar quando organismos sexualmente reprodutores tendem a acasalar com indivíduos que são semelhantes a si próprios em algum aspecto (acasalamento preferencial positivo) ou diferentes (acasalamento preferencial negativo). Em evolução, estes dois tipos de acasalamento preferencial tem o efeito de reduzir e aumentar a gama de variação, respectivamente, quando as características preferenciais são hereditárias.